# Liste der Monuments historiques in Avy
Die Liste der Monuments historiques in Avy führt die Monuments historiques in der französischen Gemeinde Avy auf.

## Liste der Bauwerke
| Bezeichnung       | Beschreibung              | Standort | Kennzeichnung | Schutzstatus | Datum | Bild           |
| ----------------- | ------------------------- | -------- | ------------- | ------------ | ----- | -------------- |
| Kirche Notre-Dame | Erbaut im 12. Jahrhundert | (Lage)   | PA00104609    | Classé       | 1902  | weitere Bilder |